# 木口小平
木口 小平（きぐち こへい、1872年9月10日（明治5年8月8日） - 1894年（明治27年）7月29日）は、日清戦争で戦死した大日本帝国陸軍兵士。ラッパ手として、死しても口からラッパを離さなかったとされた。その逸話は1902年（明治35年）から1945年（昭和20年）まで小学校の修身の教科書に掲載され、戦前戦中に生きた日本人においては広く知られた英雄であった。

## 経歴

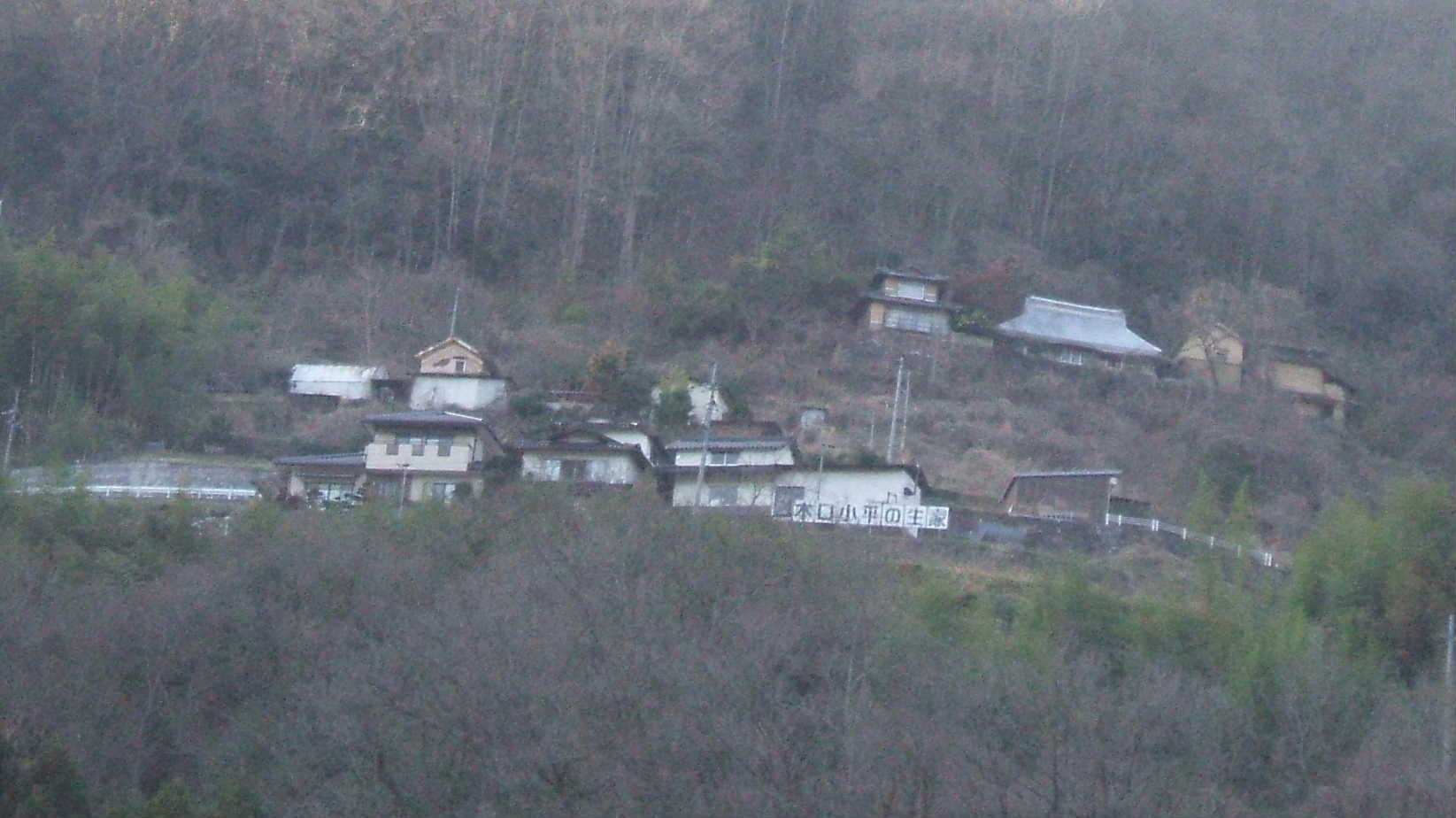
成羽川渓谷の中腹集落にある木口小平の生家（2010年）

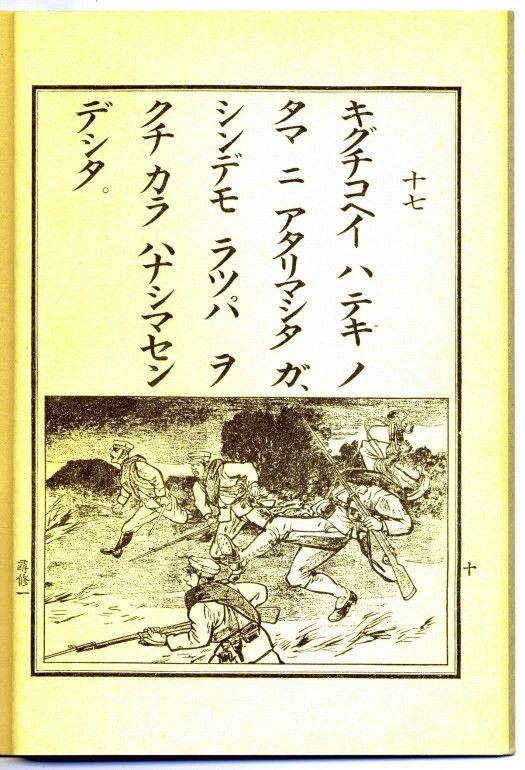
大正7年、尋常小学校1年生用修身教科書

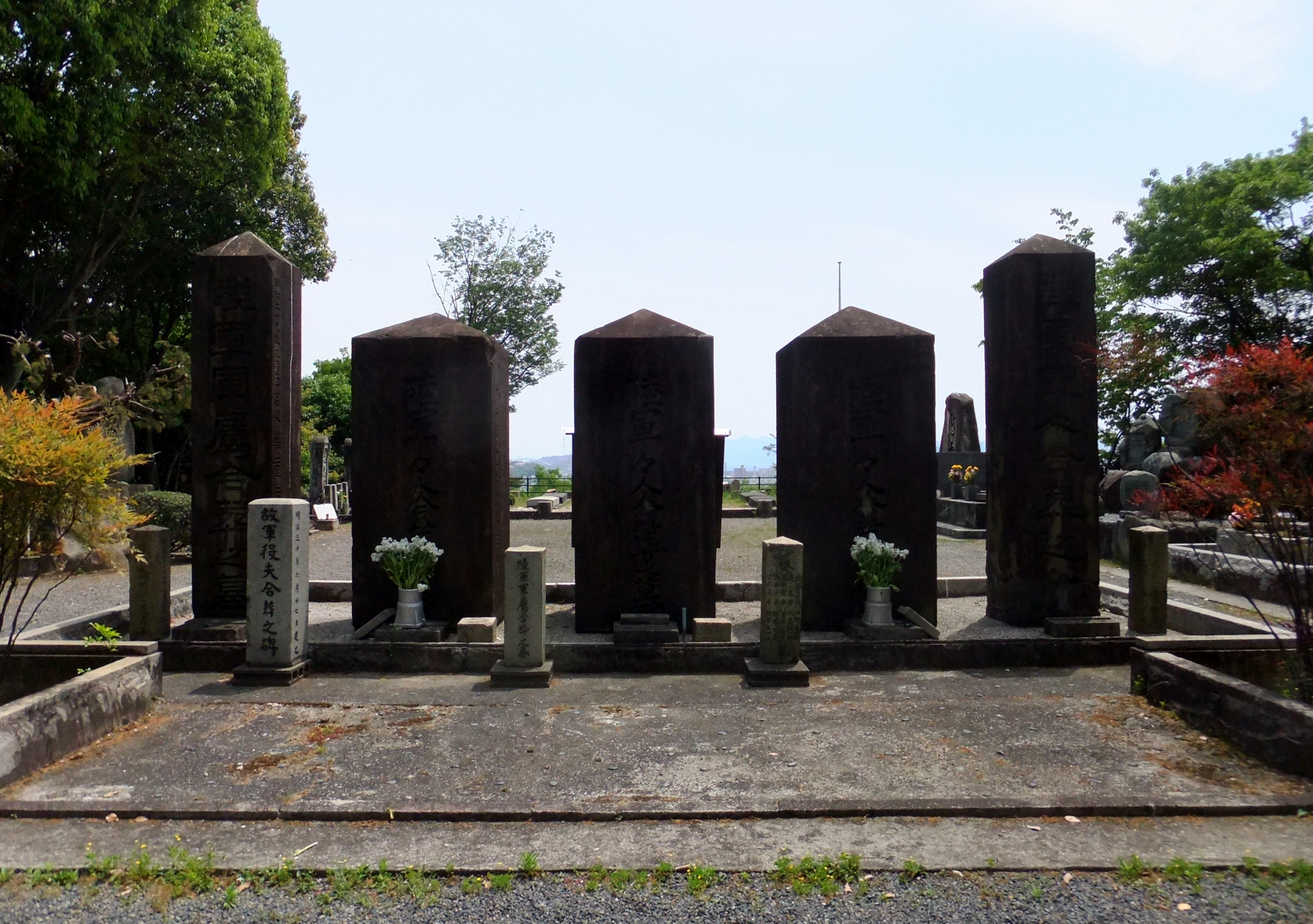
比治山陸軍墓地にある「日清戦争合同碑」。木口小平の名前が刻まれている。

小平は現在の岡山県高梁市成羽の農業・木口久太の長男として生まれ小学校に進学するが、1884年（明治17年）12月に中退。その後小泉鉱山で鉱山夫として働く。1892年（明治25年）12月から広島歩兵第21連隊に入営し歩兵二等卒となり、1894年（明治27年）6月に日清戦争に出征する。この時の所属は歩兵第21連隊第3大隊第12中隊で、中隊の喇叭（ラッパ）手を務めていた。同年7月の成歓の戦いに参加する中29日敵弾を受け戦死したが、歩兵一等卒に進級するという扱いは受けなかった。

## 成歓の戦い
歩兵第21連隊は宇品港から出発し、1894年（明治27年）6月27日に朝鮮・仁川に上陸する。7月29日午前3時清国軍と成歓で対峙し、午前7時30分までの激戦によって清国軍を壊走させた。この戦いによって木口の属する第12中隊の中隊長松崎直臣大尉は戦死。松崎大尉は日清戦争の戦死者第一号という。この戦闘中に木口は突撃ラッパを吹いている最中に被弾。銃創により出血し倒れ、絶命した後も口にはラッパがあったという。これは本人の精神力というよりも、死後硬直が原因であると指摘されている。

## シンデモ ラッパ ヲ クチカラ ハナシマセンデシタ
死しても尚ラッパを口から離さなかったラッパ手の噂話は、早くに内地に伝えられた。そのラッパ手は誰かということが話題となり、軍は調査の結果そのラッパ手は実在するとし、当初は「白神源次郎」であると、誤って別人の名を発表した。岡山県浅口郡船穂村（後の倉敷市）出身の歩兵一等卒・白神源次郎の武勇は国民に広く伝えられ、また海外にも発信された。教科書にも採用され、7年後に訂正されるまで記載された。
日清戦争後に、第5師団司令部は「諸調査ノ結果彼ノ喇叭手ハ白神ニ非ズシテ木口小平ナルコト判明セリ」と発表しなおした。白神は入営当時21連隊のラッパ手であったが予備役召集の時点ではラッパ手ではなかった。木口はラッパ手であり白神と同日の戦死であった。なお白神の死因が戦闘中の溺死であったことも「不都合」とされた。師団発表当時はまったく無名の木口に名前が置き換わったことに国民は困惑し、すでに有名になっていた白神源次郎の名前はなかなか改まらなかった。
白神源次郎の記念碑は1906年（明治39年）に立てられたが、木口小平の記念碑がたてられたのは1914年（大正3年）になってからである。義務教育の無償化と1903年（明治36年）に始まった国定教科書制度で、木口の名前が国民全体に徐々に浸透し、木口の顕彰も盛んになった。故郷である岡山県川上郡成羽町（現在の高梁市成羽）に「壮烈喇叭手木口小平之碑」がつくられた。さらに、1932年（昭和7年）になると、歩兵第21連隊が軍人勅諭下賜50周年事業として銅像を造った。岡山招魂社に収められた写真の中から、木口らしい写真を選び出して銅像の元にしたが、これは木口の顔ではないとの異論もあった。このころ成羽町の碑の周りは「小平園」として整備された。21連隊の銅像は1950年（昭和25年）に濱田護國神社に移転されている。
1902年（明治35年）に発売され、後年正露丸と改称される胃腸薬の「忠勇征露丸」に描かれているラッパのマークは木口の話を参考にした、との逸話が在るが、これは年代的には白神の話ということになる。
尋常小学校修身書より

## 現代
新しい歴史教科書をつくる会による扶桑社の市販本では、死んでもラッパを手から離さなかった、と変更され、後に教科書として文部科学省の検定に合格した。さらにその後、口から離さなかったと自主訂正された。

## 関連書籍
- 長岡常男 『木口小平』木口小平伝記刊行会、1932年
- 西川宏 『ラッパ手の最後 戦争のなかの民衆』青木書店、1984年 ISBN 9784250840531